# 赫里福德和南赫里福德郡 (英國國會選區)
赫里福德及南赫里福德郡 （英語：Hereford and South Herefordshire），英國國會一郡選區，包括英格蘭西密德蘭赫里福德郡南部。
始於2010年。2010年大選中保守黨的傑西·諾曼以46.2%選票勝出該區。